# Melbourne Football Club
Il Melbourne Football Club è una squadra di football australiano, della città di Melbourne.